# Джузепе Барези
Джузепе Барези (на италиански: Giuseppe Baresi) роден на 7 февруари 1958 г. в Травалято е бивш италиански футболист - централен защитник и настоящ треньор. От 1988 до 1992 г. е капитан на миланския гранд ФК Интер, като влиза в историята на клуба, като петия футболист с най-много мачове за отбора (559). Джузепе има брат - Франко Барези, който също е футболист, но се състезава за вечния враг на ФК Интер - АК Милан.

## Кариера
Джузепе Барези е юноша на клуба от родния си град — Аурора Травалято, но професионалния си дебют прави с отбора на ФК Интер на 1 юни 1977 г. в мач от Копа Италия срещу състава на Виченца. Освен че се утвърждава като титуляр още в първия си сезон, Барези също така печели и първия си трофей — този на Копа Италия. За следващите 14 години с отбора на Интер, Джузепе изиграва 392 мача в Серия А (10 гола), 94 за Копа Италия (2 гола) и 73 (1 гол) в европейските турнири. Два пъти става шампион на Италия, два пъти вдига купата на страната и по веднъж купата на УЕФА и суперкупата на Италия. Последния мач на Барези за Интер е на 24 май 1992 г. срещу Аталанта БК, след който преминава в редиците на отбора от Серия Ц1 Модена, където през 1994 г. приключва кариерата си.
През 1997 г. Барези се завръща в Интер, този път като треньор. Първата година е наставник на юношеската школа, след което до 2008 г. управлява т. нар. „Примавера“ (младежки отбор) на Интер, с които печели редица трофеи и където по това време са „открити“ имена като: Обафеми Мартинс, Горан Пандев, Джовани Паскуале, Франческо Болцони, Марио Балотели, Давиде Сантон.
На 2 юни 2008 г. Барези е официално представен като помощник-треньор на новия наставник на Интер - Жозе Моуриньо.

## Отличия
- Шампион на Италия: 2

Интер: 1979-80, 1988-89
- Копа Италия: 2

Интер: 1978, 1982
- Суперкупа на Италия: 1

Интер: 1989
- Купа на УЕФА: 1

Интер: 1991

### Като треньор
- Шампион на Италия: 1

Интер: 2008-09
- Суперкупа на Италия: 1

Интер: 2008